# Newtons metall
| Ämne    | %  | Komponentens smältpunkt (°C) | kokpunkt (°C) |
| ------- | -- | ---------------------------- | ------------- |
| Vismut  | 50 | 271                          | 1 560         |
| Bly     | 31 | 328                          | 1 740         |
| Kadmium | 19 | 321                          | 767           |

Newtons metall är en legering, vars mest utmärkande egenskap är att den har en smältpunkt på 94,5 °C, vilket är under vattens kokpunkt. Vid stelnandet antar metallen en degig, formbar massa. Detta gör att legeringen lämpar sig väl för att tillverka klichéer; förr användes Newtons metall för boktryckarändamål.
Sammansättningen har varierat över tid, i äldre tid bestod metallen av 50 % vismut, 31,2 % bly och 18,8 % tenn, under 1900-talet ersattes blyet ofta av kadmium.
Newtons metall har den egenskapen att den kan upphettas ända till vitglödande temperatur utan att den avger någon nämnvärd mängd ångor. Detta gör denna legering lämplig för värmebad av hög temperatur.
I litteraturen har ofta likhetstecken satts mellan Newtons metall och d'Arcets metall. Det krävs en del teknikhistorisk forskning för att få belyst huruvida detta kan anses vara helt korrekt.